# David Obua
David Obua (Kampala, 10 aprile 1984) è un ex calciatore ugandese, di ruolo centrocampista.

## Palmarès

### Club

#### Competizioni nazionali
- Premier Soccer League: 1

Kaizer Chiefs: 2005
- Coppa di Scozia: 1

Hearts: 2011-2012